# Médecine fondée sur les faits
 Mise en garde médicale
Pour les articles homonymes, voir EBM.
La médecine fondée sur les faits (ou médecine fondée sur les données probantes ; voir les autres synonymes) se définit comme « l'utilisation consciencieuse, explicite et judicieuse des meilleures données disponibles pour la prise de décisions concernant les soins à prodiguer à chaque patient, [...] une pratique d'intégration de chaque expertise clinique aux meilleures données cliniques externes issues de recherches systématiques »,,. On utilise plus couramment le terme anglais « Evidence-Based Medicine (EBM) », et parfois les termes médecine fondée sur les preuves ou médecine factuelle. Ces preuves proviennent d'études cliniques systématiques, telles que des essais contrôlés randomisés en double aveugle, des méta-analyses, éventuellement des études transversales ou de suivi bien construites.
D'abord développée comme un ensemble de techniques pédagogiques de lecture et d'évaluation de la qualité scientifique de la littérature médicale aujourd'hui pléthorique, « l'EBM est maintenant utilisée par des gestionnaires, des cliniciens, et ce, pour des objectifs aussi divers que le renouvellement de la pédagogie médicale, l'aide au jugement clinique ou encore comme justification de programmes de rationalisation des ressources financières et matérielles dans l'organisation des soins ».

## Histoire
En 1990, Gordon Guyatt, alors jeune coordinateur de la résidence en médecine interne à l’Université McMaster, a présenté un concept qu’il a initialement nommé « médecine scientifique ». Cette approche mettait l’accent sur l’application des techniques d’évaluation critique directement aux décisions cliniques au chevet des patients, s’appuyant sur les travaux de son mentor, David Sackett. Cependant, cette idée a rencontré une certaine résistance de la part de ses collègues, car elle sous-entendait que les pratiques cliniques existantes manquaient de rigueur scientifique, une observation probablement juste, mais difficile à accepter. Pour surmonter cet obstacle, Guyatt a rebaptisé cette approche « médecine fondée sur les preuves » (Evidence-Based Medicine ou EBM), un terme qu'il a officiellement introduit dans un éditorial de l'ACP Journal Club en 1991. Bien que le terme ait été inventé en 1991, il a fallu encore plusieurs années et les efforts concertés de nombreuses équipes pour définir les fondements de cette méthode.
Bien qu'il soit plus populaire en médecine, le concept de "fondé sur les preuves" se propage dans d'autres disciplines comme les sciences humaines et dans d'autres langues que l'anglais à un rythme plus lent.

## Problème de traduction
« Evidence » peut se traduire par données probantes (au pluriel). « Evidence » peut également se traduire par preuves (au pluriel), ce qui est probant, c'est-à-dire ce qui fonde l'expertise du clinicien (Voir Paradigme, infra) en conjonction avec la recherche clinique dite « externe », et non pas, comme on le croit fréquemment, les seules données probantes issues des recherches cliniques extérieures à l'expérience et au jugement spécifiques du médecin : « Sans l'expertise clinique, la pratique risque de tomber sous la tyrannie de la preuve, puisque même les plus excellentes preuves externes peuvent être inapplicables ou inappropriées au patient [spécifique dont nous avons la charge] ». En d'autres termes, pour que les données soient probantes, elles doivent être évaluées tant de l'intérieur que de l'extérieur de la dyade patient-médecin. « Evidence » renvoie à ces deux impératifs.
Le problème réside dans le fait que la médecine englobe bien plus que la science, et la médecine EBM n'y fait pas exception ; notamment, elle se fonde implicitement sur les quatre piliers de l'éthique médicale, comme le souligne Joseph Watine, un médecin français qui a analysé les domaines des guides de pratique clinique et de l'EBM. Selon Watine, il est devenu impératif de normaliser la terminologie, en français comme dans les autres langues.
Les débats qui se poursuivent dans la communauté anglophone sur ce qu'est et ce que devrait être l'EBM, ce qu'on dit qu'elle est et ce qu'elle est réellement, donnent à penser que le terme pose lui-même problème. Voir Les objections à l'EBM, infra.

## Paradigme
Selon ses fondateurs, Gordon Guyatt, David Sackett (en), William Rosenberg, Muir Gray (en), Brian Haynes et Scott Richardson, la médecine fondée sur les faits conjugue :
- l'expertise du clinicien. « Par expertise clinique individuelle, nous entendons la compétence et le jugement que chaque clinicien acquiert par l'expérience et la pratique cliniques. L'expertise se manifeste de plusieurs manières, mais surtout par des diagnostics efficaces »[9] ;

- le patient. « Ainsi que par la prise en compte — avec compassion — des droits, des préférences et de l'épreuve vécue par le patient dans les décisions concernant son traitement » ;

- les meilleures données cliniques externes. « Par meilleures données cliniques externes, nous entendons les recherches pertinentes sur un plan clinique, souvent issues de la recherche médicale fondamentale, mais surtout des recherches cliniques sur les tests diagnostiques centrés sur le patient (y compris les examens cliniques) les plus exacts et précis, sur la puissance des marqueurs pronostiques, et enfin sur l'efficacité et l'innocuité des schémas thérapeutiques, de réadaptation et de prévention[10] ».

## Processus
Le processus de l'EBM passe par les étapes suivantes :
1. La formulation d'une question clinique claire et précise à partir d'un problème clinique posé ;
2. La recherche dans la littérature d'articles cliniques pertinents et appropriés sur le problème ;
3. L'évaluation critique de la validité et de l'utilité des résultats trouvés (« niveau de preuve ») ;
4. La mise en application des résultats de l'évaluation dans la pratique clinique pour une prise en charge personnalisée de chaque patient.

Connexion EBM - EPP :
1. Évaluation de la Pratique Professionnelle : Évaluer les conséquences afin d'améliorer son expérience clinique.

## Niveau de preuve en médecine factuelle
Les données de la recherche apportent des preuves scientifiques (donc datées) en considérant les résultats statistiques des essais cliniques. L'outil de production de cette connaissance qui a la faveur des chercheurs est l'essai clinique randomisé (ECR).

### Gradation des recommandations
| Échelle | Définition                                                                |
| ------- | ------------------------------------------------------------------------- |
| A       | Données disponibles justifiant une recommandation de niveau élevé         |
| B       | Données disponibles justifiant une recommandation de niveau intermédiaire |
| C       | Données disponibles insuffisantes pour justifier une recommandation       |

### Niveau de preuve: type de données utilisées dans les recommandations
- a = Données publiées dans un journal scientifique avec comité de lecture
- b = Données présentées dans un congrès scientifique avec comité de sélection, et disponible sous forme de résumé.

| Échelle | Définition |
| ------- | --- |
| I a, b  | Au moins 1 essai clinique randomisé - méta-analyses d'essais randomisés                                               |
| II a, b | Essais cliniques non randomisés - Cohortes ou études cas-contrôle - Méta-analyse de cohortes ou d'études cas-contrôle |
| III     | Analyse d'experts sur la base d'autres données disponibles                                                            |

### Niveaux de preuve fournis par la littérature (études thérapeutiques)
| Niveau de preuve scientifique fourni par la littérature | Grade des recommandations                                    |
| --- | ------------------------------------------------------------ |
| Niveau 1 (NP1) Essais comparatifs randomisés de forte puissance (effectifs suffisants) - Méta-analyse d'essais comparatifs randomisés - Analyse de décision fondée sur des études bien menées | Preuve scientifique établie A (Prouvé)                       |
| Niveau 2 (NP2) Essais comparatifs randomisés de faible puissance (effectifs insuffisants) - Études comparatives non randomisées bien menées - Études de cohortes                              | Présomption scientifique B (Probable)                        |
| Niveau 3 (NP3) Études de cas-témoins | Faible niveau de preuve C (Accepté)                          |
| Niveau 4 (NP4) Études comparatives comportant des biais importants - Études rétrospectives - Séries de cas - Études épidémiologiques descriptives (transversale, longitudinale)               | Faible niveau de preuve C (Accepté)                          |
| En l'absence d'études | Les recommandations sont fondées sur un accord professionnel |

## Extension de l’EBM
La démarche de l'EBM a été étendue à d'autres domaines afin d'aider les décisions politiques dans le but de rationaliser les aides publiques et aux publics : c'est la politique fondée sur les preuves, qui est « de plus en plus évoquée dans les politiques de lutte contre la pauvreté, mais aussi dans les domaines de la justice ou de l’éducation et plus généralement du développement ».
L’evidence-based practice est également une extension de l'EBM aux professions paramédicales et aux domaines éducatifs.
En France, l'evidence-based est promue par exemple en pédagogie par Franck Ramus et en économie par Pierre Cahuc et André Zylberberg. Le spécialiste du droit et ministre de l'éducation nationale Jean-Michel Blanquer s'appuie sur la démarche fondée sur les faits afin de légitimer la réforme du gouvernement d'Édouard Philippe sur l'éducation. Cette démarche inspirant Jean-Michel Blanquer a aussi influencé les décisions sous la présidence de Nicolas Sarkozy dans le cadre de la prévention contre la délinquance. Ce qui a conduit à la création d'une évaluation des comportements à risque dès la maternelle,[source insuffisante].

## Objections à l'EBM
Pour être bien comprise, l'EBM doit être vue comme une des transformations de la médecine occidentale. Le projet initial a été repris par des influences plus profondes[pas clair] pour l'inscrire dans une perspective pratique plus vaste[Laquelle ?]. Le débat sur sa pertinence est polémique.
Lorsque les fondateurs de l'EBM développent la démarche en médecine humaine, l'initiative soulève dans la communauté scientifique un certain nombre d'objections.
- Au nom de ce que la médecine est un art autant qu'une science, les principes de l'EBM présentée comme paradigme dominant, sont énergiquement combattus[16].

- Les pionniers de l'EBM sont des chercheurs qui s'approprient les outils du médecin. Censée réduire la part de subjectivité dans la décision médicale, elle entraîne diverses déviances (telles que l'application mécanique des recommandations issues des études de l'EBM) et entrave la liberté intellectuelle du médecin[17].

- L'EBM vise surtout à diminuer les budgets alloués aux soins de santé[17].

- L'approche factuelle de la maladie et de la thérapeutique s'appuie sur des modèles statistiques où la maladie n'est plus envisagée du point de vue de l'individu (du sujet), mais du point de vue de la population (du groupe)[18].

- Il existe une absence d'études et de données scientifiques pour un certain nombre d'actes cliniques qui ne seront jamais évalués en utilisant l'approche EBM ou des études non représentatives de malades auxquelles elles prétendent s'appliquer. Il existe des zones grises dans la pratique clinique[19].

- Il existe des problèmes à résoudre en médecine de « premier contact » (notamment en médecine générale) le plus souvent liés à plusieurs pathologies, où se mêlent des dimensions sociales, culturelles, familiales, sanitaires. Le généraliste doit également interpréter un mode individualisé de présentation de la maladie plutôt que de reconnaître un tableau clinique classique. « C'est le plus souvent dans l'urgence que le médecin doit décider. C'est toujours avec des individus qu'il a à faire »[20].
- La constatation de l'existence de ce fossé entre les recommandations et la réalité oblige à reconsidérer la place du facteur humain dans la pratique médicale.  Ce phénomène est décrit comme l’inertie clinique  qui est définie par la non application par les praticiens des recommandations et des bonnes pratiques bien qu'ils les connaissent. Ce fossé résulte d'une divergence entre deux logiques lorsqu'il s'agit pour le médecin de mettre en œuvre dans "la vraie vie", c'est-à-dire dans le contexte à chaque fois unique du patient qu'il a en face de lui, cette nouvelle manière de faire la médecine : d'une part la logique objective, essentiellement statistique, des grands essais cliniques, d'autre part, la sienne propre, subjective et fondée sur l'humain décrite ici sous le nom de raison médicale. Pour cet auteur ces deux logiques peuvent être cependant réconciliées en pratiquant une médecine dans laquelle  le modèle thérapeutique est réellement centré sur la personne, ce mot s’appliquant à la fois au patient et au médecin qui le soigne.
- En France, si l'EBM est globalement bien acceptée dans le cadre de l'évaluation des médicaments, elle l'est beaucoup moins pour ce qui est de l'évaluation des pratiques en psychologie et en psychiatrie[21]. Néanmoins certains professionnels (soutenus par des associations de patients) argumentent que c'est un particularisme français, et que la généralisation de l'EBM à la psychologie et la psychiatrie est possible et souhaitable[22].

### EBM et éthique médicale
- Une médecine fondée sur les « données probantes » fait la promotion d'une catégorie de données au détriment des « données contextuelles ». Les données contextuelles sont propres au cas : elles englobent les aspects socioculturels, émotifs, psychosociaux, institutionnels, socio-économiques et ne sont pas propres au patient seulement. Le médecin, les institutions de soins portent des valeurs qui influencent la décision médicale au même titre que les données scientifiques. Les essais cliniques randomisés (ECR), l'outil méthodologique principal de l'EBM, sont insensibles aux données contextuelles se rapportant à l'individualité des patients.
- La diffusion des données probantes à des fins cliniques a un outil privilégié : la recommandation (de pratique clinique : RPC, ou de bonne pratique : RBP). La dissémination de l'information scientifique doit toujours être accompagnée par des réserves dues au statut provisoire de toute connaissance produite par la science.
- L'EBM pourrait perturber le jugement clinique, dans la mesure où la recherche de données probantes remplace la capacité de jugement du médecin et produit comme résultat des protocoles d'action clinique qui enlèvent potentiellement toute initiative aux médecins et au personnel soignant.
- Le praticien a une charge considérable dans la médecine fondée sur le niveau de preuve. C'est à lui d'intégrer les preuves à son expertise et de prendre en compte les choix du patient. Les recommandations peuvent être perçues comme des limites à l'autonomie et la liberté des praticiens qui peuvent être désorientés. Les preuves utiles et adaptées manquent souvent[23]. Plus encore, la décision la plus fondée peut s'avérer ne pas être éthiquement acceptable ou contraire à l'intérêt du patient[24].

### Critiques méthodologiques et d'évaluation
Cette démarche par les faits est une démarche empirique — contrôlée sans « expérience naturelle » — usant de la méthode expérimentale.
Or, selon les critiques de l'EBM, cette démarche est limitée d'un point de vue épistémologique et méthodologique, d'un point de vue pratique et théorique. Les démarches par les faits peuvent être ainsi considérées comme du techno-scientisme voir « la misère du scientisme ». D'ailleurs, en médecine aux États-Unis et au Canada, il existe la promotion de la science based afin d'étendre la sphère d'action et ainsi de prendre en compte ce qui est négligé par l'evidence-based medecine,. Or, en France ces débats ne sont pas médiatisés.